# Omloop van het Hageland de 2020
A 16 edição da Omloop van het Hageland teve lugar em 1 de março de 2020. A carreira faz parte do calendário internacional feminino UCI de 2020 em categoria 1.1 e da Lotto Cycling Cup pour Dames de 2020. Está vencida pela neerlandesa Lorena Wiebes.

## Apresentação

### Percorrido
O percurso estreia em Tienen. Efectua primeiramente 54,8 km em linha antes da chegada a um circuito urbano com um comprimento de 15 km.

### Equipas
| translation for headoftableIII_translate index 58 not found (5)- Alé BTC Ljubljana - FDJ-Nouvelle Aquitaine-Futuroscope - Mitchelton-Scott - Movistar Team - Trek-Segafredo UCI Women's continental teams (14)- Andy Schleck Cycles-Immo Losch - Biehler Krush - Bigla-Katusha - Chevalmeire - Ciclotel - Doltcini-Van Eyck Sport - Hitec Products - Lotto Soudal Ladies - Lviv Cycling Team - Multum Accountants-LSK - Parkhotel Valkenburg-Destil - NXTG Racing - Tibco-Silicon Valley Bank - Valcar-Travel & Service Equipes femininas amadoras (5)- Illi-Bikes Women - Isorex - Keukens Redant - S-bikes Bodhi - Waasland Security Wase Zon CT Equipe regional e clube- World Cycling Centre |
| |

## Relato da corrida
Ao cabo de vinte quilómetros, Lucinda Brand e dois outras corredoras atacam, mas são apanhadas rapidamente. A corrida conclui-se ao sprint e Lorena Wiebes impõe-se.

## Classificações

### Classificação final
| \| Classificação geral \| Classificação geral \| Classificação geral \| Classificação geral \| Classificação geral \| \| Ciclista \| Ciclista \| Equipe \| Tempo \| \| \| ------------------- \| ------------------- \| ---------------------------------- \| ------------------- \| ------------------- \| \| 1. \| Lorena Wiebes \| Parkhotel Valkenburg \| 3h30m05s \| \| \| 2. \| Marta Bastianelli \| Alé BTC Ljubljana \| + 0s \| \| \| 3. \| Emma Norsgaard \| Bigla-Katusha \| + 0s \| \| \| 4. \| Emilia Fahlin \| FDJ-Nouvelle Aquitaine-Futuroscope \| + 0s \| \| \| 5. \| Teniel Campbell \| Valcar-Travel & Service \| + 0s \| \| \| 6. \| Charlotte Kool \| NXTG Racing \| + 0s \| \| \| 7. \| Lotta Henttala \| Trek-Segafredo \| + 0s \| \| \| 8. \| Arianna Fidanza \| Lotto Soudal Ladies \| + 0s \| \| \| 9. \| Ilaria Sanguineti \| Valcar-Travel & Service \| + 0s \| \| \| 10. \| Jelena Erić \| Movistar Team \| + 0s \| \| |                   |                                    |          |
| |                   |                                    |          |
| Fonte: Cycling Quotient |                   |                                    |          |
| Classificação geral |                   |                                    |          |
| Ciclista | Ciclista          | Equipe                             | Tempo    |
| 1. | Lorena Wiebes     | Parkhotel Valkenburg               | 3h30m05s |
| 2. | Marta Bastianelli | Alé BTC Ljubljana                  | + 0s     |
| 3. | Emma Norsgaard    | Bigla-Katusha                      | + 0s     |
| 4. | Emilia Fahlin     | FDJ-Nouvelle Aquitaine-Futuroscope | + 0s     |
| 5. | Teniel Campbell   | Valcar-Travel & Service            | + 0s     |
| 6. | Charlotte Kool    | NXTG Racing                        | + 0s     |
| 7. | Lotta Henttala    | Trek-Segafredo                     | + 0s     |
| 8. | Arianna Fidanza   | Lotto Soudal Ladies                | + 0s     |
| 9. | Ilaria Sanguineti | Valcar-Travel & Service            | + 0s     |
| 10. | Jelena Erić       | Movistar Team                      | + 0s     |

### Pontos UCI
| Posição.            | 1.º | 2.º | 3.º | 4.º | 5.º | 6.º | 7.º | 8.º | 9.º | 10.º | 11.º | 12.º | 13.º a 15.º | 16.º a 25.º |
| Classificação geral | 125 | 85  | 70  | 60  | 50  | 40  | 35  | 30  | 25  | 20   | 15   | 10   | 5           | 3           |

### Prêmios
Os prêmios seguintes estão distribuídos :
| Posição | 1º    | 2º    | 3º    | 4º    | 5º    | 6º    | 7º    | 8º    | 9º    | 10º  |
| Prémio  | 465 € | 400 € | 325 € | 205 € | 180 € | 170 € | 160 € | 145 € | 130 € | 70 € |

As corredoras localizadas de 11.º ao 20.º posto levam 70 €.
Durante a corrida, dois sprints intermédios e dos prêmios de ascensão são disputados durante a corrida. O vencedor da classificação geral de cada um destas classificações ganha 100 €, o segundo 60 e o terceiro 40.

## Organização
A carreira está organizada pelo Cycling Team Tilt. O seu presidente é Roger Nolmans, o seu secretário Ben Witvrouw.

## Lista dos participantes
| Legenda | Legenda                                                                          | Legenda | Legenda                                              |
| ------- | -------------------------------------------------------------------------------- | ------- | ---------------------------------------------------- |
| Num     | Jersey de saída levada pelo corredor este Omloop van het Hageland                | Pos     | Posição à chegada da corrida                         |
|         | Indica uma camisola de campeão nacional ou mundial, conforme a sua especialidade | NP      | Indica um corredor que não tomou a saída da corrida  |
| AB      | Indica um corredor que não terminou a corrida                                    | HD      | Indica um corredor terminou a etapa fora de controle |

| Alé BTC Ljubljana ALE | Alé BTC Ljubljana ALE             | Alé BTC Ljubljana ALE |
| --------------------- | --------------------------------- | --------------------- |
| Num                   | Ciclista                          | Pos                   |
| 1                     | Marta Bastianelli (ITA) (estrada) | 2.                    |
| 2                     | Eugenia Bujak (SLO) (estrada)     | 15.                   |
| 3                     | Eri Yonamine (JPN) (estrada)      | 29.                   |
| 4                     | Anastasia Chursina (RUS)          | 26.                   |
| 5                     | Maaike Boogaard (NED)             | 94.                   |
| 7                     | Anna Trevisi (ITA)                | DNF                   |

| FDJ-Nouvelle Aquitaine-Futuroscope FDJ | FDJ-Nouvelle Aquitaine-Futuroscope FDJ | FDJ-Nouvelle Aquitaine-Futuroscope FDJ |
| -------------------------------------- | -------------------------------------- | -------------------------------------- |
| Num                                    | Ciclista                               | Pos                                    |
| 11                                     | Lauren Kitchen (AUS)                   | DNF                                    |
| 12                                     | Emilia Fahlin (SWE)                    | 4.                                     |
| 13                                     | Brodie Chapman (AUS)                   | DNF                                    |
| 14                                     | Maëlle Grossetête (FRA)                | 65.                                    |
| 15                                     | Eugénie Duval (FRA)                    | 14.                                    |
| 16                                     | Évita Muzic (FRA)                      | 67.                                    |
| 17                                     | Jade Wiel (FRA) (estrada)              | 52.                                    |

| Mitchelton-Scott MTS | Mitchelton-Scott MTS  | Mitchelton-Scott MTS |
| -------------------- | --------------------- | -------------------- |
| Num                  | Ciclista              | Pos                  |
| 21                   | Gracie Elvin (AUS)    | 85.                  |
| 22                   | Janneke Ensing (NED)  | 28.                  |
| 24                   | Lucy Kennedy (AUS)    | 35.                  |
| 25                   | Grace Brown (AUS)     | 32.                  |
| 26                   | Jessica Roberts (GBR) | 84.                  |
| 27                   | Sarah Roy (AUS)       | 16.                  |

| Movistar Team MOV | Movistar Team MOV              | Movistar Team MOV |
| ----------------- | ------------------------------ | ----------------- |
| Num               | Ciclista                       | Pos               |
| 31                | Aude Biannic (FRA)             | 50.               |
| 32                | Alicia González Blanco (ESP)   | 55.               |
| 33                | Sheyla Gutiérrez (ESP)         | 70.               |
| 34                | Gloria Rodríguez Sánchez (ESP) | DNF               |
| 35                | Jelena Erić (SRB) (estrada)    | 10.               |
| 36                | Alba Teruel Ribes (ESP)        | 61.               |
| 37                | Barbara Guarischi (ITA)        | 54.               |

| Trek-Segafredo TFS | Trek-Segafredo TFS        | Trek-Segafredo TFS |
| ------------------ | ------------------------- | ------------------ |
| Num                | Ciclista                  | Pos                |
| 41                 | Elynor Bäckstedt (GBR)    | 96.                |
| 42                 | Lucinda Brand (NED)       | 24.                |
| 43                 | Lotta Henttala (FIN)      | 7.                 |
| 44                 | Ellen van Dijk (NED)      | 31.                |
| 45                 | Tayler Wiles (USA)        | 37.                |
| 46                 | Trixi Worrack (GER)       | 68.                |
| 47                 | Audrey Cordon-Ragot (FRA) | 51.                |

| Chevalmeire CCT | Chevalmeire CCT           | Chevalmeire CCT |
| --------------- | ------------------------- | --------------- |
| Num             | Ciclista                  | Pos             |
| 51              | Kelly Van den Steen (BEL) | 49.             |
| 52              | Rossella Ratto (ITA)      | 69.             |
| 53              | Rozanne Slik (NED)        | 87.             |
| 54              | Natalie van Gogh (NED)    | 25.             |
| 55              | Roxane Fournier (FRA)     | 12.             |
| 56              | Demmy Druyts (BEL)        | DNF             |

| sem equipe ___ | sem equipe ___     | sem equipe ___ |
| -------------- | ------------------ | -------------- |
| Num            | Ciclista           | Pos            |
| 61             | Kelly Markus (NED) | DNF            |

| Doltcini-Van Eyck-Proximus DVE | Doltcini-Van Eyck-Proximus DVE | Doltcini-Van Eyck-Proximus DVE |
| ------------------------------ | ------------------------------ | ------------------------------ |
| Num                            | Ciclista                       | Pos                            |
| 62                             | Nicole Steigenga (NED)         | 11.                            |
| 63                             | Dina Scavone (BEL)             | DNF                            |
| 64                             | Marieke de Groot (NED)         | 41.                            |
| 65                             | Zsófia Szabó (HUN) (estrada)   | DNF                            |
| 66                             | Jade Lenaers (BEL)             | DNF                            |
| 67                             | Minke Bakker (NED)             | DNF                            |

| Lotto Soudal Ladies LSL | Lotto Soudal Ladies LSL  | Lotto Soudal Ladies LSL |
| ----------------------- | ------------------------ | ----------------------- |
| Num                     | Ciclista                 | Pos                     |
| 71                      | Annelies Dom (BEL)       | 17.                     |
| 73                      | Teuntje Beekhuis (NED)   | 13.                     |
| 74                      | Abby-Mae Parkinson (GBR) | 20.                     |
| 75                      | Arianna Fidanza (ITA)    | 8.                      |
| 76                      | Lone Meertens (BEL)      | 30.                     |
| 77                      | Dani Christmas (GBR)     | 64.                     |

| Multum Accountants MUL | Multum Accountants MUL  | Multum Accountants MUL |
| ---------------------- | ----------------------- | ---------------------- |
| Num                    | Ciclista                | Pos                    |
| 81                     | Amber Aernouts (NED)    | 63.                    |
| 82                     | Aurore Verhoeven (FRA)  | DNF                    |
| 83                     | Désirée Ehrler (SUI)    | DNF                    |
| 84                     | Hanna Johansson (SWE)   | DNF                    |
| 85                     | Anna Badegruber (AUT)   | DNF                    |
| 86                     | Céline van Houtum (NED) | 81.                    |
| 87                     | Jessy Druyts (BEL)      | DNF                    |

| Ciclotel CTL | Ciclotel CTL                 | Ciclotel CTL |
| ------------ | ---------------------------- | ------------ |
| Num          | Ciclista                     | Pos          |
| 91           | Bryony van Velzen (NED)      | DNF          |
| 92           | Daniela Reis (POR) (estrada) | 23.          |
| 93           | Hayley Simmonds (GBR)        | 76.          |
| 94           | Kim de Baat (BEL)            | 86.          |
| 95           | Kirstie van Haaften (NED)    | DNF          |
| 96           | Sara Van de Vel (BEL)        | 102.         |
| 97           | Maroesjka Matthee (RSA)      | 89.          |

| Biehler Krush Pro Cycling BPC | Biehler Krush Pro Cycling BPC | Biehler Krush Pro Cycling BPC |
| ----------------------------- | ----------------------------- | ----------------------------- |
| Num                           | Ciclista                      | Pos                           |
| 101                           | Senna Feron (NED)             | 74.                           |
| 102                           | Maike van der Duin (NED)      | 58.                           |
| 103                           | Inez Beijer (NED)             | 39.                           |
| 104                           | Melanie Klement (NED)         | DNF                           |
| 105                           | Merel Hofman (NED)            | DNF                           |
| 106                           | Quinty Ton (NED)              | 80.                           |
| 107                           | Nienke Wasmus (NED)           | 101.                          |

| Hitec Products-Birk Sport HPU | Hitec Products-Birk Sport HPU  | Hitec Products-Birk Sport HPU |
| ----------------------------- | ------------------------------ | ----------------------------- |
| Num                           | Ciclista                       | Pos                           |
| 111                           | Lucy van der Haar (GBR)        | 98.                           |
| 112                           | Amalie Lutro (NOR)             | 93.                           |
| 113                           | Greta Richioud (FRA)           | 47.                           |
| 114                           | Ingrid Lorvik (NOR) (estrada)  | DNF                           |
| 115                           | Natalie Irene Midtsveen (NOR)  | DNF                           |
| 116                           | Vita Heine (NOR)               | 33.                           |
| 117                           | Pernille Larsen Feldmann (NOR) | DNF                           |

| Lviv Cycling Team LCW | Lviv Cycling Team LCW     | Lviv Cycling Team LCW |
| --------------------- | ------------------------- | --------------------- |
| Num                   | Ciclista                  | Pos                   |
| 121                   | Špela Kern (SLO)          | 21.                   |
| 122                   | Ellen Feytens (BEL)       | 97.                   |
| 123                   | Estefania Pilz (ARG)      | 92.                   |
| 124                   | Julia Biryukova (UKR)     |                       |
| 125                   | Fiona Turnbull (GBR)      | DNF                   |
| 126                   | Viktoria Yaroshenko (UKR) | DNF                   |
| 127                   | Viktoriya Bondar (UKR)    | 75.                   |

| NXTG Racing NXG | NXTG Racing NXG            | NXTG Racing NXG |
| --------------- | -------------------------- | --------------- |
| Num             | Ciclista                   | Pos             |
| 131             | Rozemarijn Ammerlaan (NED) | DNF             |
| 132             | Julia Borgström (SWE)      | 44.             |
| 133             | Charlotte Kool (NED)       | 6.              |
| 134             | Cathalijne Hoolwerf (NED)  | DNF             |
| 135             | Eva Jonkers (NED)          | DNF             |
| 136             | Emily Wadsworth (GBR)      | DNF             |
| 137             | Britt Knaven (BEL)         | DNF             |

| Parkhotel Valkenburg PHV | Parkhotel Valkenburg PHV      | Parkhotel Valkenburg PHV |
| ------------------------ | ----------------------------- | ------------------------ |
| Num                      | Ciclista                      | Pos                      |
| 141                      | Lorena Wiebes (NED) (estrada) | 1.                       |
| 142                      | Sylvie Swinkels (NED)         | DNF                      |
| 143                      | Romy Kasper (GER)             | 22.                      |
| 144                      | Marit Raaijmakers (NED)       | DNF                      |
| 145                      | Amber van der Hulst (NED)     | 59.                      |
| 146                      | Femke Markus (NED)            | 100.                     |
| 147                      | Esther van Veen (NED)         | 82.                      |

| Tibco-Silicon Valley Bank TIB | Tibco-Silicon Valley Bank TIB | Tibco-Silicon Valley Bank TIB |
| ----------------------------- | ----------------------------- | ----------------------------- |
| Num                           | Ciclista                      | Pos                           |
| 151                           | Nina Kessler (NED)            | 60.                           |
| 152                           | Sarah Gigante (AUS)           | 46.                           |
| 153                           | Jenelle Crooks (AUS)          | 34.                           |
| 154                           | Leah Dixon (GBR)              | 45.                           |
| 155                           | Diana Peñuela (COL)           | 91.                           |
| 156                           | Emily Newsom (USA)            | 90.                           |

| Valcar-Travel & Service VAL | Valcar-Travel & Service VAL | Valcar-Travel & Service VAL |
| --------------------------- | --------------------------- | --------------------------- |
| Num                         | Ciclista                    | Pos                         |
| 161                         | Silvia Magri (ITA)          | 62.                         |
| 162                         | Teniel Campbell (TTO)       | 5.                          |
| 163                         | Silvia Persico (ITA)        | 66.                         |
| 164                         | Chiara Consonni (ITA)       | 79.                         |
| 165                         | Ilaria Sanguineti (ITA)     | 9.                          |
| 166                         | Federica Piergiovanni (ITA) | DNF                         |
| 167                         | Elena Pirrone (ITA)         | DNF                         |

| World Cycling Centre WCC | World Cycling Centre WCC   | World Cycling Centre WCC |
| ------------------------ | -------------------------- | ------------------------ |
| Num                      | Ciclista                   | Pos                      |
| 171                      | Anastasiya Kolesava (BLR)  | 42.                      |
| 172                      | Catalina Soto (CHI)        | DNF                      |
| 173                      | Veronika Jandová (CZE)     | 88.                      |
| 174                      | Magdeleine Vallieres (CAN) | 38.                      |
| 175                      | Eyeru Tesfoam Gebru (ETH)  | DNF                      |
| 176                      | Roni Fishman (ISR)         | DNF                      |
| 177                      | Akvilė Gedraitytė (LTU)    | DNF                      |

| Bigla-Katusha BIG | Bigla-Katusha BIG              | Bigla-Katusha BIG |
| ----------------- | ------------------------------ | ----------------- |
| Num               | Ciclista                       | Pos               |
| 181               | Mikayla Harvey (NZL)           | 57.               |
| 182               | Emma Norsgaard (DEN)           | 3.                |
| 183               | Marlen Reusser (SUI) (estrada) | 18.               |
| 184               | Maria Vittoria Sperotto (ITA)  | 48.               |
| 185               | Clara Koppenburg (GER)         | 40.               |
| 186               | Sophie Wright (GBR)            | 77.               |
| 187               | Elizabeth Banks (GBR)          | DNF               |

| Andy Schleck Cycles-Immo Losch ___ | Andy Schleck Cycles-Immo Losch ___ | Andy Schleck Cycles-Immo Losch ___ |
| ---------------------------------- | ---------------------------------- | ---------------------------------- |
| Num                                | Ciclista                           | Pos                                |
| 191                                | Mia Berg (LUX)                     | DNF                                |
| 192                                | Sarah Berkane (FRA)                | DNF                                |
| 193                                | Fabienne Buri (SUI)                | DNF                                |
| 195                                | Hana Hermanovska (CZE)             | DNF                                |
| 196                                | Mae Lang (EST)                     | 71.                                |

| Illi-Bikes ___ | Illi-Bikes ___       | Illi-Bikes ___ |
| -------------- | -------------------- | -------------- |
| Num            | Ciclista             | Pos            |
| 201            | Nele Armée (BEL)     | DNF            |
| 202            | Isabella Stone (GBR) | DNF            |

| sem equipe ___ | sem equipe ___     | sem equipe ___ |
| -------------- | ------------------ | -------------- |
| Num            | Ciclista           | Pos            |
| 203            | Gilke Croket (BEL) | 56.            |

| Illi-Bikes ___ | Illi-Bikes ___         | Illi-Bikes ___ |
| -------------- | ---------------------- | -------------- |
| Num            | Ciclista               | Pos            |
| 204            | Claire Faber (LUX)     | 27.            |
| 205            | Mia Griffin (IRL)      | DNF            |
| 206            | Ditte Lenseclaes (BEL) | 95.            |
| 207            | Mette Egtoft Jensen    | DNF            |

| Isorex ___ | Isorex ___                    | Isorex ___ |
| ---------- | ----------------------------- | ---------- |
| Num        | Ciclista                      | Pos        |
| 211        | Nicola Juniper (GBR)          | 36.        |
| 212        | Emily Nelson (GBR)            | 99.        |
| 213        | Antonia Gröndahl (FIN)        | 78.        |
| 214        | Liisa Ehrberg (EST) (estrada) | 72.        |
| 215        | Kate Wightman (NZL)           | DNF        |
| 216        | Ellen Mcdermott (IRL)         | DNF        |
| 217        | Savannah Morgan (GBR)         | DNF        |

| Keukens Redant ___ | Keukens Redant ___          | Keukens Redant ___ |
| ------------------ | --------------------------- | ------------------ |
| Num                | Ciclista                    | Pos                |
| 221                | Malin Eriksen (NOR)         | DNF                |
| 222                | Rachel Jary (GBR)           | DNF                |
| 223                | Amber Lacompte (BEL)        | DNF                |
| 224                | Birgitte Ravndal (NOR)      | 19.                |
| 225                | Stine Marie Snortheim (NOR) | DNF                |
| 226                | Imogen Cotter (IRL)         | DNF                |
| 227                | Katie van Geyte (BEL)       | 73.                |

| S-bikes Bodhi ___ | S-bikes Bodhi ___           | S-bikes Bodhi ___ |
| ----------------- | --------------------------- | ----------------- |
| Num               | Ciclista                    | Pos               |
| 231               | Laura Vainionpää (FIN)      | 43.               |
| 232               | Saartje Vandenbroucke (BEL) | DNF               |
| 233               | Leonie Vanderjeugt (BEL)    | DNF               |
| 234               | Demi van Dijke (NED)        | 103.              |
| 236               | Desiree Liegeois (NED)      | DNF               |

| Waasland Security Wase Zon ___ | Waasland Security Wase Zon ___ | Waasland Security Wase Zon ___ |
| ------------------------------ | ------------------------------ | ------------------------------ |
| Num                            | Ciclista                       | Pos                            |
| 241                            | Marijke de Smedt (BEL)         | 53.                            |
| 242                            | Caren Commissaris (NED)        | DNF                            |
| 244                            | Alice Andersson (SWE)          | DNF                            |
| 245                            | Aranka Berends (NED)           | DNF                            |
| 246                            | Ainsley Black (CAN)            | DNF                            |
| 247                            | Femke Geeris (NED)             | 83.                            |

| Alé BTC Ljubljana ALE | Alé BTC Ljubljana ALE             | Alé BTC Ljubljana ALE |
| --------------------- | --------------------------------- | --------------------- |
| Num                   | Ciclista                          | Pos                   |
| 1                     | Marta Bastianelli (ITA) (estrada) | 2.                    |
| 2                     | Eugenia Bujak (SLO) (estrada)     | 15.                   |
| 3                     | Eri Yonamine (JPN) (estrada)      | 29.                   |
| 4                     | Anastasia Chursina (RUS)          | 26.                   |
| 5                     | Maaike Boogaard (NED)             | 94.                   |
| 7                     | Anna Trevisi (ITA)                | DNF                   |

| FDJ-Nouvelle Aquitaine-Futuroscope FDJ | FDJ-Nouvelle Aquitaine-Futuroscope FDJ | FDJ-Nouvelle Aquitaine-Futuroscope FDJ |
| -------------------------------------- | -------------------------------------- | -------------------------------------- |
| Num                                    | Ciclista                               | Pos                                    |
| 11                                     | Lauren Kitchen (AUS)                   | DNF                                    |
| 12                                     | Emilia Fahlin (SWE)                    | 4.                                     |
| 13                                     | Brodie Chapman (AUS)                   | DNF                                    |
| 14                                     | Maëlle Grossetête (FRA)                | 65.                                    |
| 15                                     | Eugénie Duval (FRA)                    | 14.                                    |
| 16                                     | Évita Muzic (FRA)                      | 67.                                    |
| 17                                     | Jade Wiel (FRA) (estrada)              | 52.                                    |

| Mitchelton-Scott MTS | Mitchelton-Scott MTS  | Mitchelton-Scott MTS |
| -------------------- | --------------------- | -------------------- |
| Num                  | Ciclista              | Pos                  |
| 21                   | Gracie Elvin (AUS)    | 85.                  |
| 22                   | Janneke Ensing (NED)  | 28.                  |
| 24                   | Lucy Kennedy (AUS)    | 35.                  |
| 25                   | Grace Brown (AUS)     | 32.                  |
| 26                   | Jessica Roberts (GBR) | 84.                  |
| 27                   | Sarah Roy (AUS)       | 16.                  |

| Movistar Team MOV | Movistar Team MOV              | Movistar Team MOV |
| ----------------- | ------------------------------ | ----------------- |
| Num               | Ciclista                       | Pos               |
| 31                | Aude Biannic (FRA)             | 50.               |
| 32                | Alicia González Blanco (ESP)   | 55.               |
| 33                | Sheyla Gutiérrez (ESP)         | 70.               |
| 34                | Gloria Rodríguez Sánchez (ESP) | DNF               |
| 35                | Jelena Erić (SRB) (estrada)    | 10.               |
| 36                | Alba Teruel Ribes (ESP)        | 61.               |
| 37                | Barbara Guarischi (ITA)        | 54.               |

| Trek-Segafredo TFS | Trek-Segafredo TFS        | Trek-Segafredo TFS |
| ------------------ | ------------------------- | ------------------ |
| Num                | Ciclista                  | Pos                |
| 41                 | Elynor Bäckstedt (GBR)    | 96.                |
| 42                 | Lucinda Brand (NED)       | 24.                |
| 43                 | Lotta Henttala (FIN)      | 7.                 |
| 44                 | Ellen van Dijk (NED)      | 31.                |
| 45                 | Tayler Wiles (USA)        | 37.                |
| 46                 | Trixi Worrack (GER)       | 68.                |
| 47                 | Audrey Cordon-Ragot (FRA) | 51.                |

| Chevalmeire CCT | Chevalmeire CCT           | Chevalmeire CCT |
| --------------- | ------------------------- | --------------- |
| Num             | Ciclista                  | Pos             |
| 51              | Kelly Van den Steen (BEL) | 49.             |
| 52              | Rossella Ratto (ITA)      | 69.             |
| 53              | Rozanne Slik (NED)        | 87.             |
| 54              | Natalie van Gogh (NED)    | 25.             |
| 55              | Roxane Fournier (FRA)     | 12.             |
| 56              | Demmy Druyts (BEL)        | DNF             |

| sem equipe ___ | sem equipe ___     | sem equipe ___ |
| -------------- | ------------------ | -------------- |
| Num            | Ciclista           | Pos            |
| 61             | Kelly Markus (NED) | DNF            |

| Doltcini-Van Eyck-Proximus DVE | Doltcini-Van Eyck-Proximus DVE | Doltcini-Van Eyck-Proximus DVE |
| ------------------------------ | ------------------------------ | ------------------------------ |
| Num                            | Ciclista                       | Pos                            |
| 62                             | Nicole Steigenga (NED)         | 11.                            |
| 63                             | Dina Scavone (BEL)             | DNF                            |
| 64                             | Marieke de Groot (NED)         | 41.                            |
| 65                             | Zsófia Szabó (HUN) (estrada)   | DNF                            |
| 66                             | Jade Lenaers (BEL)             | DNF                            |
| 67                             | Minke Bakker (NED)             | DNF                            |

| Lotto Soudal Ladies LSL | Lotto Soudal Ladies LSL  | Lotto Soudal Ladies LSL |
| ----------------------- | ------------------------ | ----------------------- |
| Num                     | Ciclista                 | Pos                     |
| 71                      | Annelies Dom (BEL)       | 17.                     |
| 73                      | Teuntje Beekhuis (NED)   | 13.                     |
| 74                      | Abby-Mae Parkinson (GBR) | 20.                     |
| 75                      | Arianna Fidanza (ITA)    | 8.                      |
| 76                      | Lone Meertens (BEL)      | 30.                     |
| 77                      | Dani Christmas (GBR)     | 64.                     |

| Multum Accountants MUL | Multum Accountants MUL  | Multum Accountants MUL |
| ---------------------- | ----------------------- | ---------------------- |
| Num                    | Ciclista                | Pos                    |
| 81                     | Amber Aernouts (NED)    | 63.                    |
| 82                     | Aurore Verhoeven (FRA)  | DNF                    |
| 83                     | Désirée Ehrler (SUI)    | DNF                    |
| 84                     | Hanna Johansson (SWE)   | DNF                    |
| 85                     | Anna Badegruber (AUT)   | DNF                    |
| 86                     | Céline van Houtum (NED) | 81.                    |
| 87                     | Jessy Druyts (BEL)      | DNF                    |

| Ciclotel CTL | Ciclotel CTL                 | Ciclotel CTL |
| ------------ | ---------------------------- | ------------ |
| Num          | Ciclista                     | Pos          |
| 91           | Bryony van Velzen (NED)      | DNF          |
| 92           | Daniela Reis (POR) (estrada) | 23.          |
| 93           | Hayley Simmonds (GBR)        | 76.          |
| 94           | Kim de Baat (BEL)            | 86.          |
| 95           | Kirstie van Haaften (NED)    | DNF          |
| 96           | Sara Van de Vel (BEL)        | 102.         |
| 97           | Maroesjka Matthee (RSA)      | 89.          |

| Biehler Krush Pro Cycling BPC | Biehler Krush Pro Cycling BPC | Biehler Krush Pro Cycling BPC |
| ----------------------------- | ----------------------------- | ----------------------------- |
| Num                           | Ciclista                      | Pos                           |
| 101                           | Senna Feron (NED)             | 74.                           |
| 102                           | Maike van der Duin (NED)      | 58.                           |
| 103                           | Inez Beijer (NED)             | 39.                           |
| 104                           | Melanie Klement (NED)         | DNF                           |
| 105                           | Merel Hofman (NED)            | DNF                           |
| 106                           | Quinty Ton (NED)              | 80.                           |
| 107                           | Nienke Wasmus (NED)           | 101.                          |

| Hitec Products-Birk Sport HPU | Hitec Products-Birk Sport HPU  | Hitec Products-Birk Sport HPU |
| ----------------------------- | ------------------------------ | ----------------------------- |
| Num                           | Ciclista                       | Pos                           |
| 111                           | Lucy van der Haar (GBR)        | 98.                           |
| 112                           | Amalie Lutro (NOR)             | 93.                           |
| 113                           | Greta Richioud (FRA)           | 47.                           |
| 114                           | Ingrid Lorvik (NOR) (estrada)  | DNF                           |
| 115                           | Natalie Irene Midtsveen (NOR)  | DNF                           |
| 116                           | Vita Heine (NOR)               | 33.                           |
| 117                           | Pernille Larsen Feldmann (NOR) | DNF                           |

| Lviv Cycling Team LCW | Lviv Cycling Team LCW     | Lviv Cycling Team LCW |
| --------------------- | ------------------------- | --------------------- |
| Num                   | Ciclista                  | Pos                   |
| 121                   | Špela Kern (SLO)          | 21.                   |
| 122                   | Ellen Feytens (BEL)       | 97.                   |
| 123                   | Estefania Pilz (ARG)      | 92.                   |
| 124                   | Julia Biryukova (UKR)     |                       |
| 125                   | Fiona Turnbull (GBR)      | DNF                   |
| 126                   | Viktoria Yaroshenko (UKR) | DNF                   |
| 127                   | Viktoriya Bondar (UKR)    | 75.                   |

| NXTG Racing NXG | NXTG Racing NXG            | NXTG Racing NXG |
| --------------- | -------------------------- | --------------- |
| Num             | Ciclista                   | Pos             |
| 131             | Rozemarijn Ammerlaan (NED) | DNF             |
| 132             | Julia Borgström (SWE)      | 44.             |
| 133             | Charlotte Kool (NED)       | 6.              |
| 134             | Cathalijne Hoolwerf (NED)  | DNF             |
| 135             | Eva Jonkers (NED)          | DNF             |
| 136             | Emily Wadsworth (GBR)      | DNF             |
| 137             | Britt Knaven (BEL)         | DNF             |

| Parkhotel Valkenburg PHV | Parkhotel Valkenburg PHV      | Parkhotel Valkenburg PHV |
| ------------------------ | ----------------------------- | ------------------------ |
| Num                      | Ciclista                      | Pos                      |
| 141                      | Lorena Wiebes (NED) (estrada) | 1.                       |
| 142                      | Sylvie Swinkels (NED)         | DNF                      |
| 143                      | Romy Kasper (GER)             | 22.                      |
| 144                      | Marit Raaijmakers (NED)       | DNF                      |
| 145                      | Amber van der Hulst (NED)     | 59.                      |
| 146                      | Femke Markus (NED)            | 100.                     |
| 147                      | Esther van Veen (NED)         | 82.                      |

| Tibco-Silicon Valley Bank TIB | Tibco-Silicon Valley Bank TIB | Tibco-Silicon Valley Bank TIB |
| ----------------------------- | ----------------------------- | ----------------------------- |
| Num                           | Ciclista                      | Pos                           |
| 151                           | Nina Kessler (NED)            | 60.                           |
| 152                           | Sarah Gigante (AUS)           | 46.                           |
| 153                           | Jenelle Crooks (AUS)          | 34.                           |
| 154                           | Leah Dixon (GBR)              | 45.                           |
| 155                           | Diana Peñuela (COL)           | 91.                           |
| 156                           | Emily Newsom (USA)            | 90.                           |

| Valcar-Travel & Service VAL | Valcar-Travel & Service VAL | Valcar-Travel & Service VAL |
| --------------------------- | --------------------------- | --------------------------- |
| Num                         | Ciclista                    | Pos                         |
| 161                         | Silvia Magri (ITA)          | 62.                         |
| 162                         | Teniel Campbell (TTO)       | 5.                          |
| 163                         | Silvia Persico (ITA)        | 66.                         |
| 164                         | Chiara Consonni (ITA)       | 79.                         |
| 165                         | Ilaria Sanguineti (ITA)     | 9.                          |
| 166                         | Federica Piergiovanni (ITA) | DNF                         |
| 167                         | Elena Pirrone (ITA)         | DNF                         |

| World Cycling Centre WCC | World Cycling Centre WCC   | World Cycling Centre WCC |
| ------------------------ | -------------------------- | ------------------------ |
| Num                      | Ciclista                   | Pos                      |
| 171                      | Anastasiya Kolesava (BLR)  | 42.                      |
| 172                      | Catalina Soto (CHI)        | DNF                      |
| 173                      | Veronika Jandová (CZE)     | 88.                      |
| 174                      | Magdeleine Vallieres (CAN) | 38.                      |
| 175                      | Eyeru Tesfoam Gebru (ETH)  | DNF                      |
| 176                      | Roni Fishman (ISR)         | DNF                      |
| 177                      | Akvilė Gedraitytė (LTU)    | DNF                      |

| Bigla-Katusha BIG | Bigla-Katusha BIG              | Bigla-Katusha BIG |
| ----------------- | ------------------------------ | ----------------- |
| Num               | Ciclista                       | Pos               |
| 181               | Mikayla Harvey (NZL)           | 57.               |
| 182               | Emma Norsgaard (DEN)           | 3.                |
| 183               | Marlen Reusser (SUI) (estrada) | 18.               |
| 184               | Maria Vittoria Sperotto (ITA)  | 48.               |
| 185               | Clara Koppenburg (GER)         | 40.               |
| 186               | Sophie Wright (GBR)            | 77.               |
| 187               | Elizabeth Banks (GBR)          | DNF               |

| Andy Schleck Cycles-Immo Losch ___ | Andy Schleck Cycles-Immo Losch ___ | Andy Schleck Cycles-Immo Losch ___ |
| ---------------------------------- | ---------------------------------- | ---------------------------------- |
| Num                                | Ciclista                           | Pos                                |
| 191                                | Mia Berg (LUX)                     | DNF                                |
| 192                                | Sarah Berkane (FRA)                | DNF                                |
| 193                                | Fabienne Buri (SUI)                | DNF                                |
| 195                                | Hana Hermanovska (CZE)             | DNF                                |
| 196                                | Mae Lang (EST)                     | 71.                                |

| Illi-Bikes ___ | Illi-Bikes ___       | Illi-Bikes ___ |
| -------------- | -------------------- | -------------- |
| Num            | Ciclista             | Pos            |
| 201            | Nele Armée (BEL)     | DNF            |
| 202            | Isabella Stone (GBR) | DNF            |

| sem equipe ___ | sem equipe ___     | sem equipe ___ |
| -------------- | ------------------ | -------------- |
| Num            | Ciclista           | Pos            |
| 203            | Gilke Croket (BEL) | 56.            |

| Illi-Bikes ___ | Illi-Bikes ___         | Illi-Bikes ___ |
| -------------- | ---------------------- | -------------- |
| Num            | Ciclista               | Pos            |
| 204            | Claire Faber (LUX)     | 27.            |
| 205            | Mia Griffin (IRL)      | DNF            |
| 206            | Ditte Lenseclaes (BEL) | 95.            |
| 207            | Mette Egtoft Jensen    | DNF            |

| Isorex ___ | Isorex ___                    | Isorex ___ |
| ---------- | ----------------------------- | ---------- |
| Num        | Ciclista                      | Pos        |
| 211        | Nicola Juniper (GBR)          | 36.        |
| 212        | Emily Nelson (GBR)            | 99.        |
| 213        | Antonia Gröndahl (FIN)        | 78.        |
| 214        | Liisa Ehrberg (EST) (estrada) | 72.        |
| 215        | Kate Wightman (NZL)           | DNF        |
| 216        | Ellen Mcdermott (IRL)         | DNF        |
| 217        | Savannah Morgan (GBR)         | DNF        |

| Keukens Redant ___ | Keukens Redant ___          | Keukens Redant ___ |
| ------------------ | --------------------------- | ------------------ |
| Num                | Ciclista                    | Pos                |
| 221                | Malin Eriksen (NOR)         | DNF                |
| 222                | Rachel Jary (GBR)           | DNF                |
| 223                | Amber Lacompte (BEL)        | DNF                |
| 224                | Birgitte Ravndal (NOR)      | 19.                |
| 225                | Stine Marie Snortheim (NOR) | DNF                |
| 226                | Imogen Cotter (IRL)         | DNF                |
| 227                | Katie van Geyte (BEL)       | 73.                |

| S-bikes Bodhi ___ | S-bikes Bodhi ___           | S-bikes Bodhi ___ |
| ----------------- | --------------------------- | ----------------- |
| Num               | Ciclista                    | Pos               |
| 231               | Laura Vainionpää (FIN)      | 43.               |
| 232               | Saartje Vandenbroucke (BEL) | DNF               |
| 233               | Leonie Vanderjeugt (BEL)    | DNF               |
| 234               | Demi van Dijke (NED)        | 103.              |
| 236               | Desiree Liegeois (NED)      | DNF               |

| Waasland Security Wase Zon ___ | Waasland Security Wase Zon ___ | Waasland Security Wase Zon ___ |
| ------------------------------ | ------------------------------ | ------------------------------ |
| Num                            | Ciclista                       | Pos                            |
| 241                            | Marijke de Smedt (BEL)         | 53.                            |
| 242                            | Caren Commissaris (NED)        | DNF                            |
| 244                            | Alice Andersson (SWE)          | DNF                            |
| 245                            | Aranka Berends (NED)           | DNF                            |
| 246                            | Ainsley Black (CAN)            | DNF                            |
| 247                            | Femke Geeris (NED)             | 83.                            |